# The Inventor: Out for Blood in Silicon Valley
The Inventor: Out for Blood in Silicon Valley is een documentaire van regisseur Alex Gibney.
Elizabeth Holmes bedenkt op negentienjarige leeftijd een vernieuwend concept: een klein apparaat dat via één druppeltje bloed meerdere ziektes kan opsporen. Ze stopt met haar studie aan de Stanford-universiteit om zich volledig te richten op de ontwikkeling van het apparaat dat ze later zal omdopen tot 'de Edison', vernoemd naar een van de grootste uitvinders Thomas Edison. Maar Holmes’ droom zal een van de omvangrijkste fraudegevallen van Silicon Valley blijken te zijn. Want hoewel ze met haar overredingskracht voor haar bedrijf Theranos miljoenen dollars weet binnen te halen, evenals 800 man personeel, wil het met de ontwikkeling van 'de Edison' niet lukken.
George Shultz, oud-minister van Arbeid, Financiën en Buitenlandse Zaken van de VS, zat tot 2015 in de raad van bestuur van Theranos. Toen de media in 2015 de controversiële praktijken aan het licht brachten nadat Shultz' kleinzoon Tyler deze had ontdekt, stapte Schultz over naar de raad van adviseurs van Theranos tot de neergang van het bedrijf in 2018.